# Gnamptodon isoplasticus
Gnamptodon isoplasticus är en stekelart som först beskrevs av Fischer 1971.  Gnamptodon isoplasticus ingår i släktet Gnamptodon och familjen bracksteklar. Inga underarter finns listade i Catalogue of Life.